# Kiribati labdarúgó-szövetség
A Kiribati labdarúgó-szövetség Kiribati nemzeti labdarúgó-szövetsége. 1980-ban alapították. A szövetség szervezi a szigetek bajnoki küzdelmeit és a válogatott mérkőzéseit.

## Története
2007. május 28-án, az Óceániai Labdarúgó-szövetség, Zürichben rendezett rendkívüli kongresszusán vették fel a szövetséget az OFC társult tagjai közé.